# Mazerolles-le-Salin
Mazerolles-le-Salin település Franciaországban, Doubs megyében. Lakosainak száma 220 fő (2022. január 1.). Mazerolles-le-Salin Audeux, Placey, Villers-Buzon, Champagney, Lavernay és Chemaudin et Vaux községekkel határos.

## Népesség
A település népességének változása:
| Lakosok száma | 95   | 152  | 133  | 180  | 211  | 208  | 200  | 211  | 216  | 220  |
|               | 1968 | 1982 | 1990 | 2006 | 2013 | 2015 | 2017 | 2019 | 2020 | 2022 |